# Иольди
Иольди́ (фр. Iholdy, баск. Iholdi, окс. Ihòut) — коммуна во Франции, находится в регионе Новая Аквитания. Департамент — Атлантические Пиренеи. Административный центр кантона Пеи-де-Бидаш, Амикюз и Остибар. Округ коммуны — Байонна.
Код INSEE коммуны — 64271.

## География

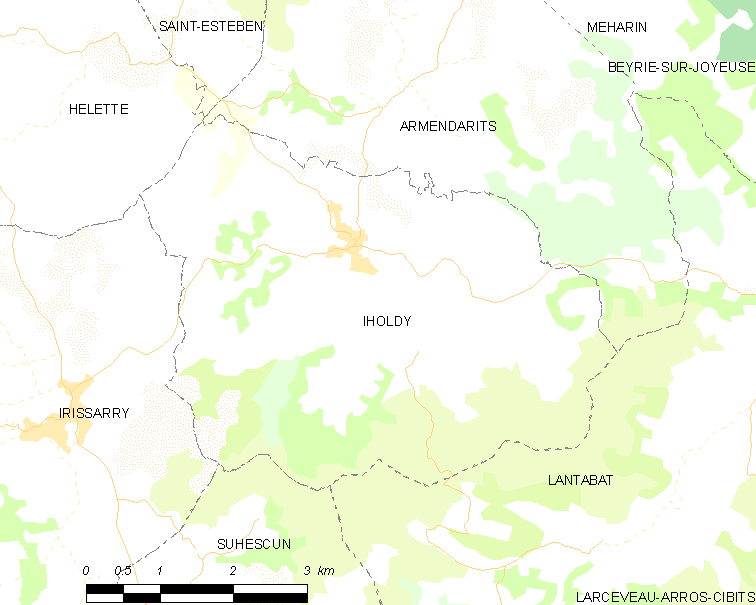
Карта коммуны

Коммуна расположена приблизительно в 680 км к юго-западу от Парижа, в 180 км южнее Бордо, в 70 км к западу от По.

## Климат
Климат тёплый океанический. Зима мягкая, средняя температура января — от +5°С до +13°С, температуры ниже −10 °C бывают редко. Снег выпадает около 15 дней в году с ноября по апрель. Максимальная температура летом порядка 20-30 °C, выше 35 °C бывает очень редко. Количество осадков высокое, порядка 1100 мм в год. Характерна безветренная погода, сильные ветры очень редки.

## Население
Население коммуны на 2010 год составляло 521 человек.
| 1962 | 1968 | 1975 | 1982 | 1990 | 1999 | 2010 |
| ---- | ---- | ---- | ---- | ---- | ---- | ---- |
| 554  | 522  | 525  | 505  | 527  | 412  | 521  |

## Администрация
| Период | Период | Фамилия      | Партия                    | Примечания |
| ------ | ------ | ------------ | ------------------------- | ---------- |
| 2001   | 2020   | Бернар Кашно | Союз за народное движение |            |

## Экономика
В 2010 году среди 286 человек трудоспособного возраста (15-64 лет) 216 были экономически активными, 70 — неактивными (показатель активности — 75,5 %, в 1999 году было 67,9 %). Из 216 активных жителей работали 206 человек (110 мужчин и 96 женщин), безработных было 10 (4 мужчины и 6 женщин). Среди 70 неактивных 20 человек были учениками или студентами, 35 — пенсионерами, 15 были неактивными по другим причинам.

## Достопримечательности
- Замок д’Ольс (XVII век). Исторический памятник с 2005 года[4]

## Фотогалерея

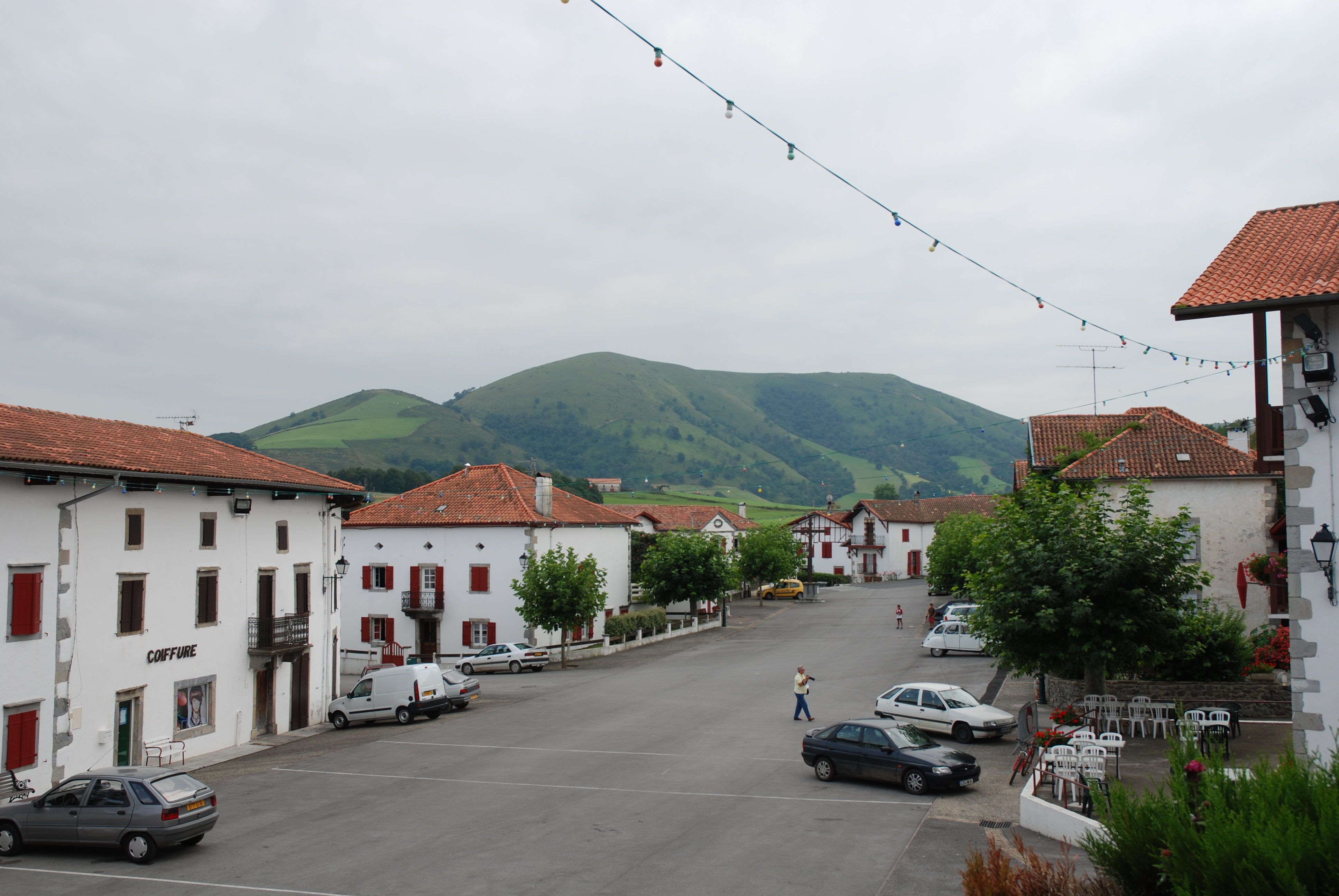
Иольди
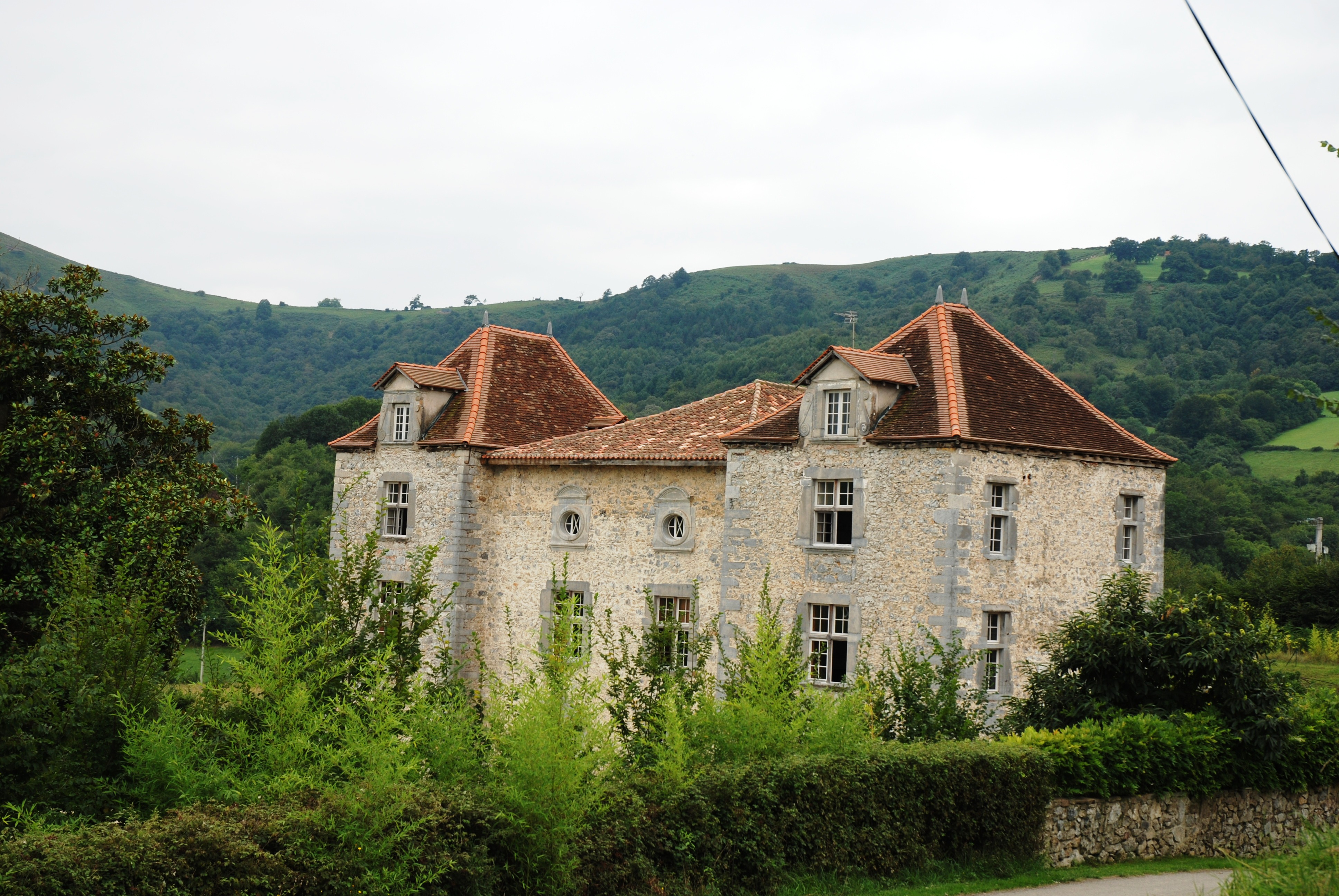
Замок д’Ольс
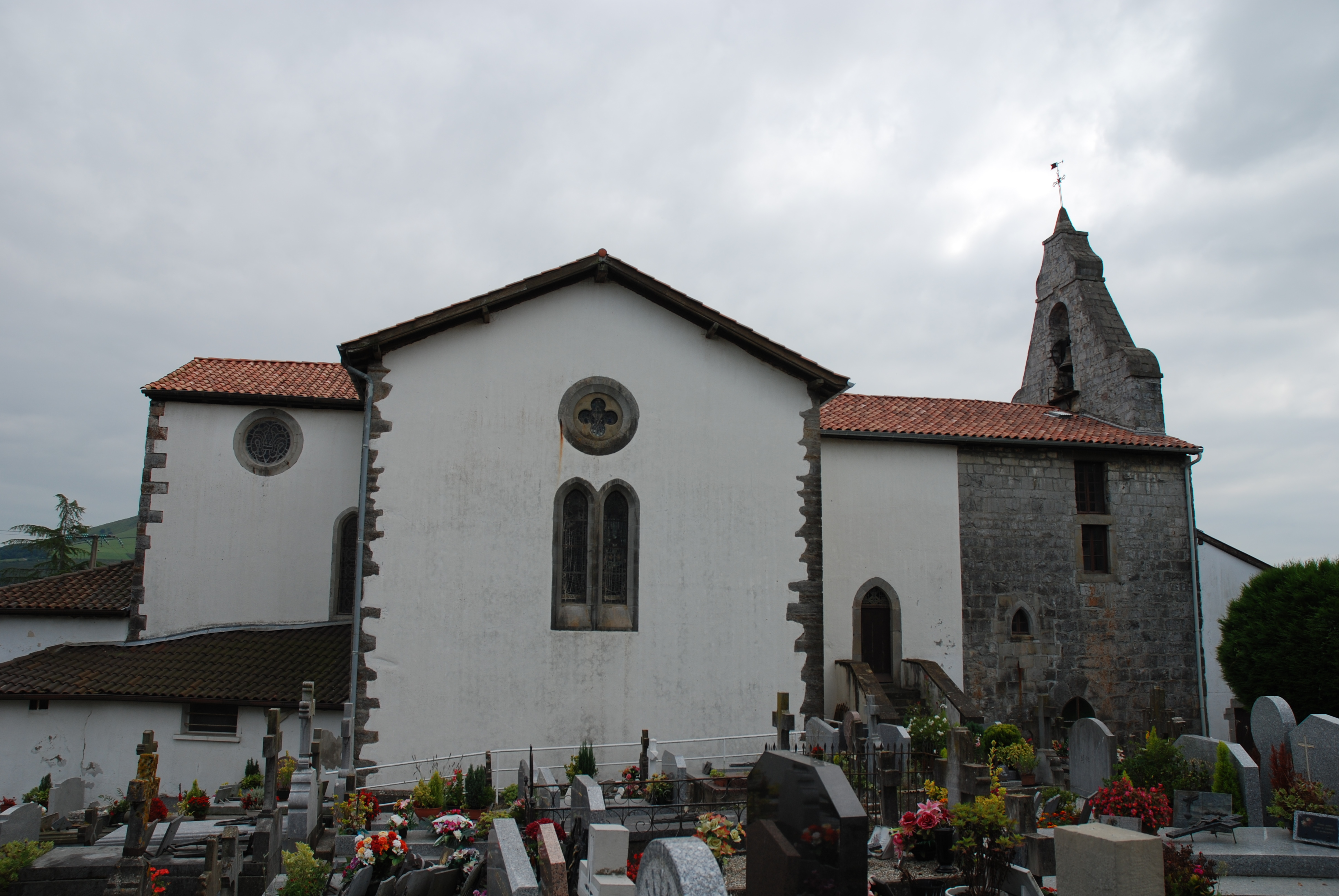
Церковь Усекновения главы Иоанна Предтечи
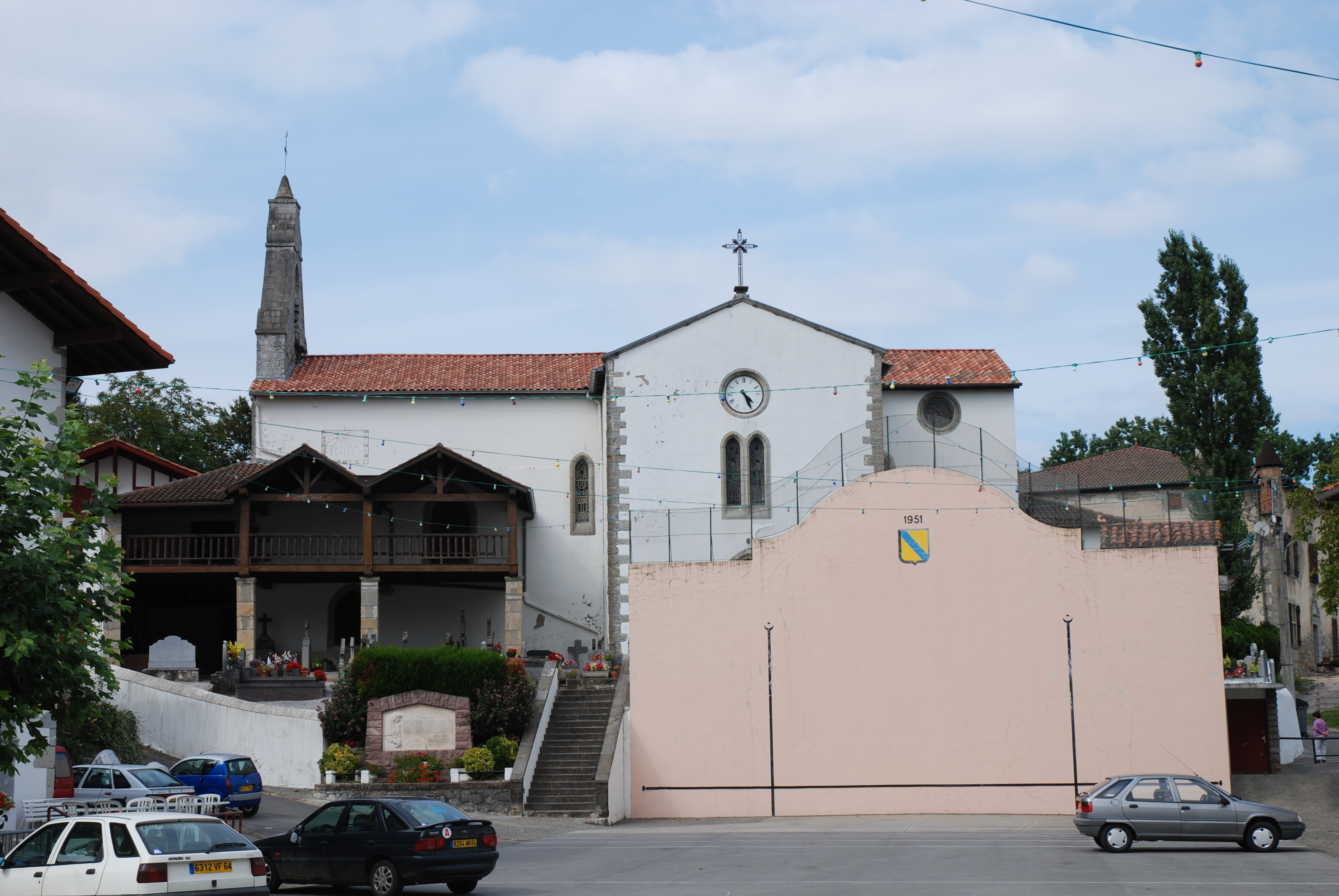
Фронтон (площадка для игры в пелоту) и церковь
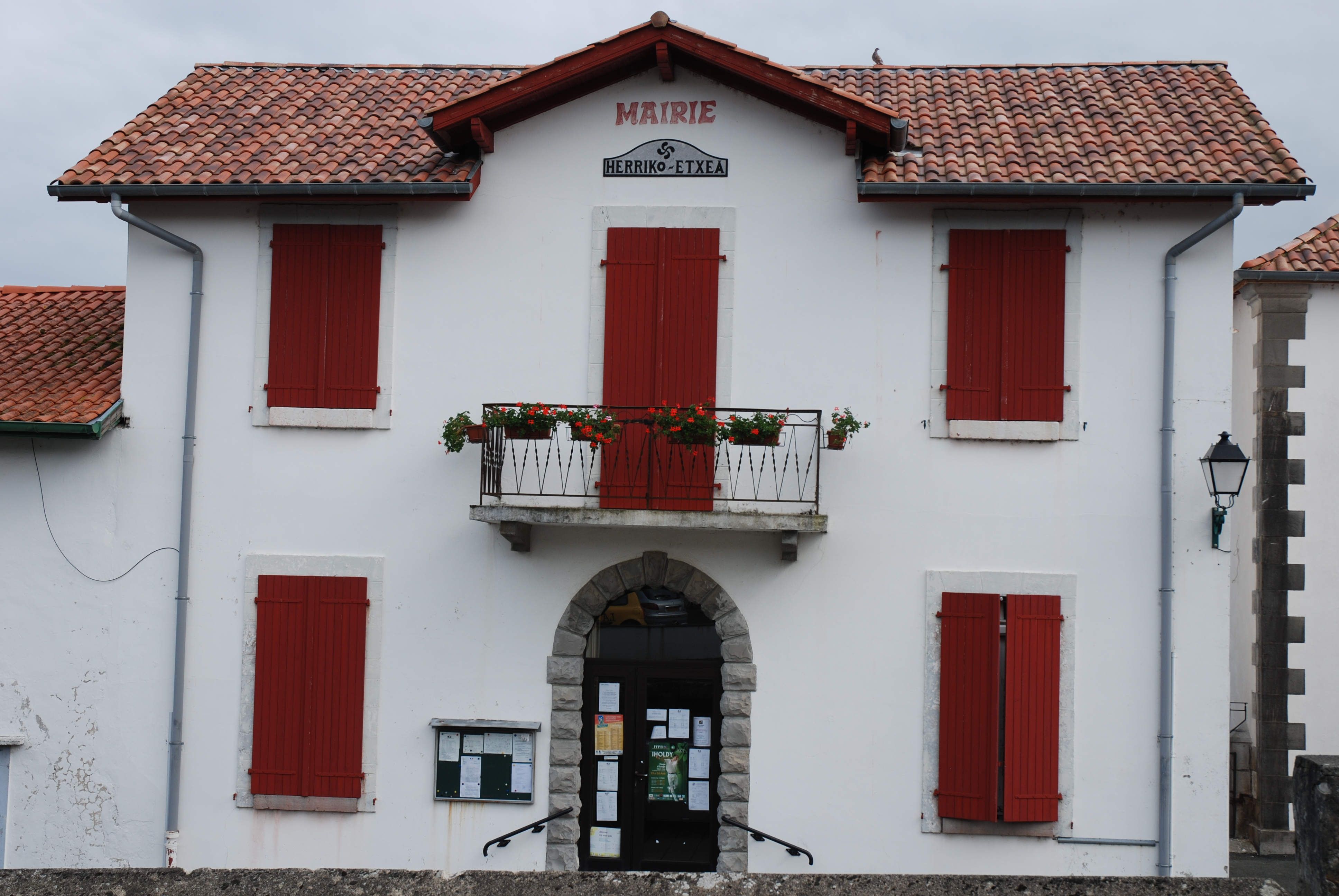
Мэрия
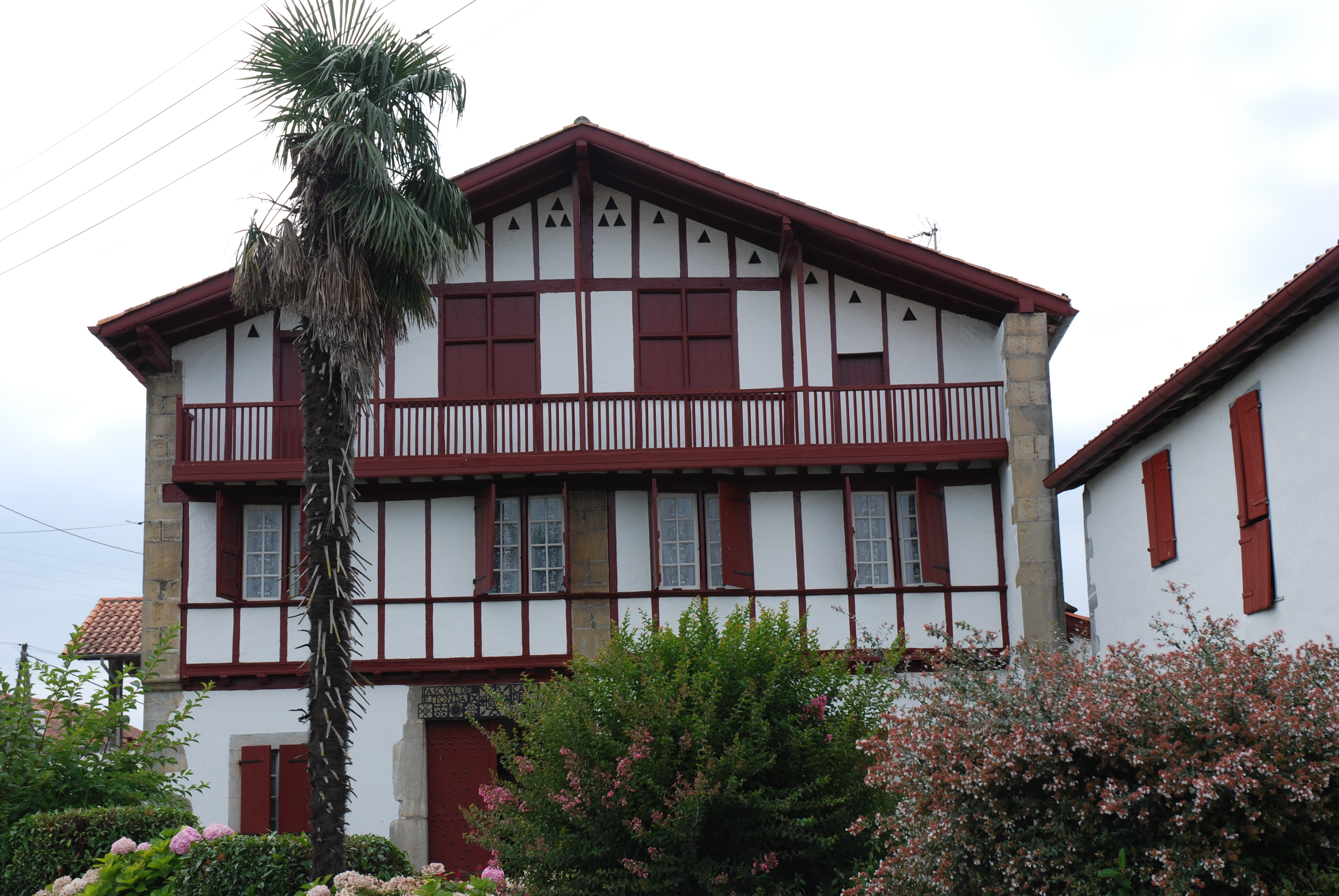
Дом
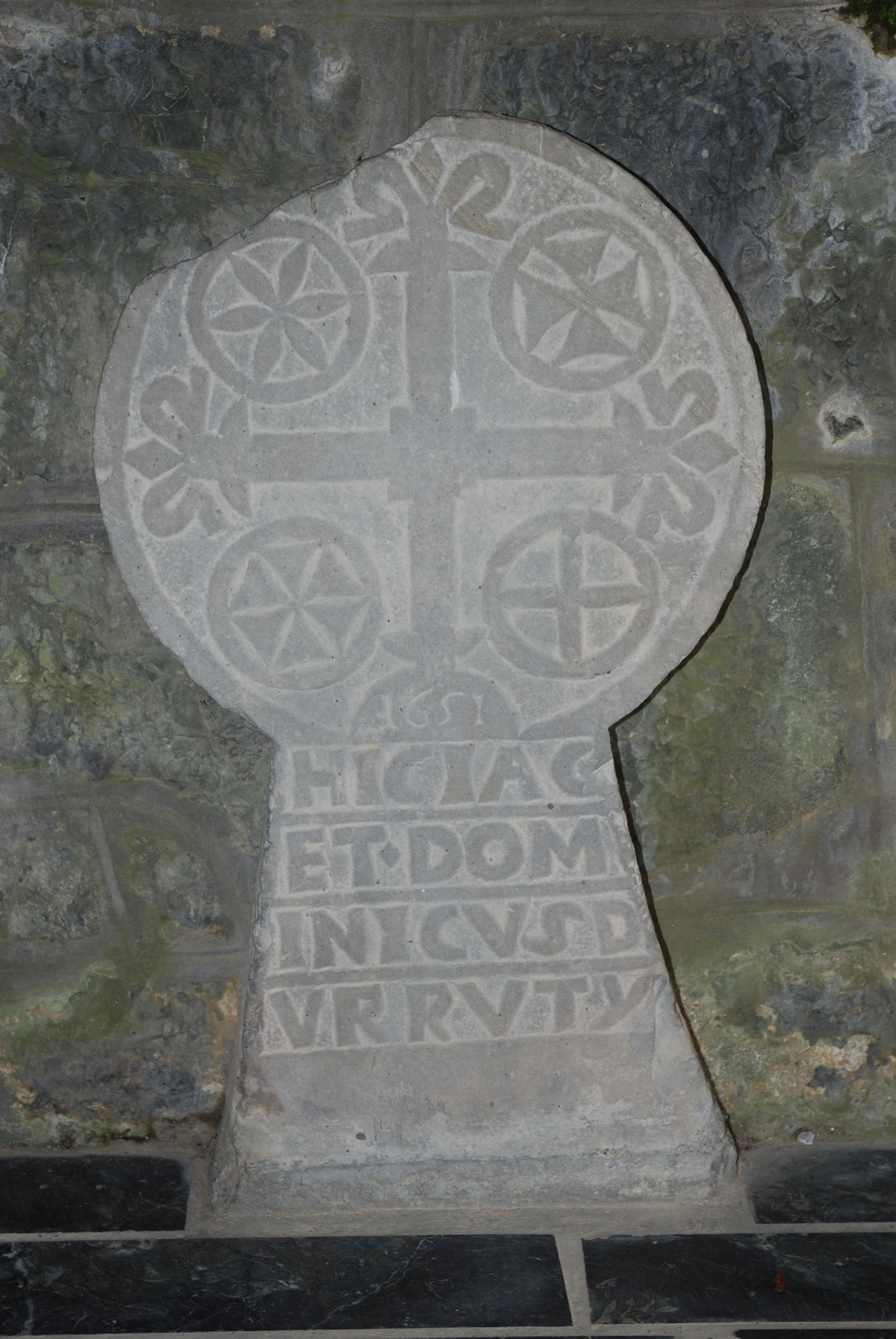
Баскская дискообразная стела
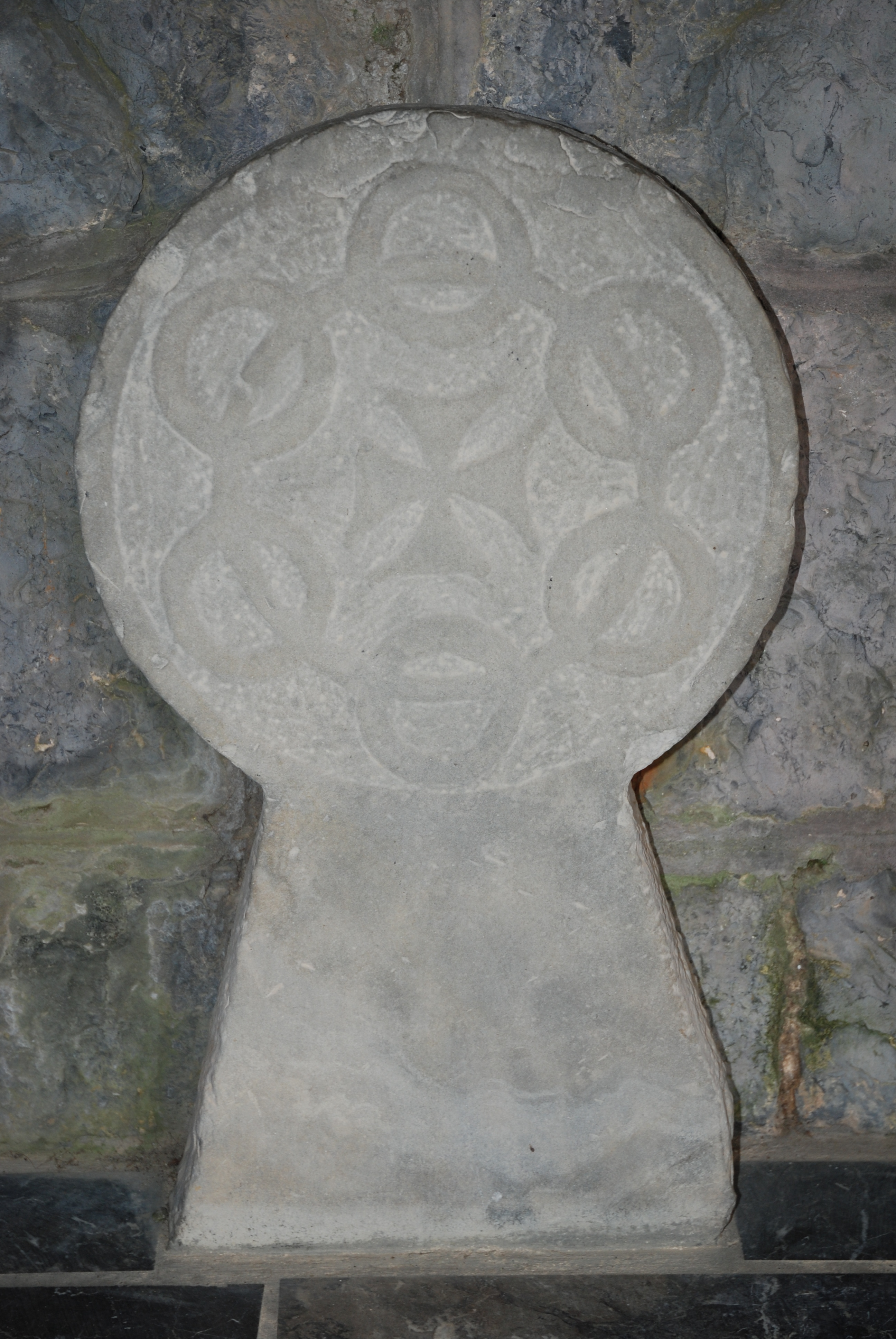
Баскская дискообразная стела
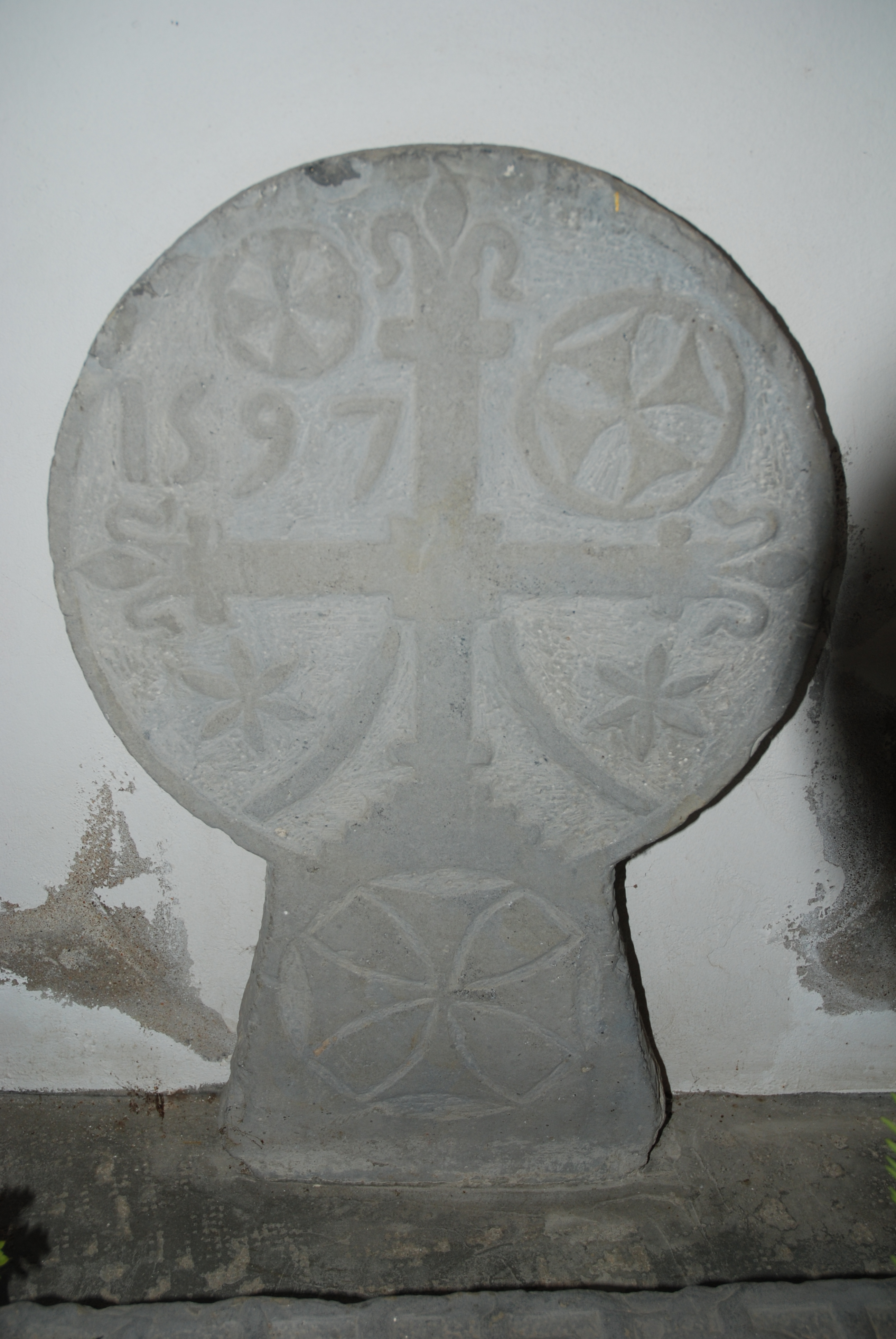
Баскская дискообразная стела